# Aedes madagascarensis
Aedes madagascarensis é um espécie de mosquito do Género Aedes, pertencente à família Culicidae.